# Vernon C. Bain Correctional Center
The Vernon C. Bain Center (VCBC) er et fængselsskib i New York med 800 pladser. 
Skibet er bygget i New Orleans i Louisiana. 
Fængslet, der åbnede i 1992, er designet til at håndtere fanger på sikkerhedsniveau medium til maksimum. Fængslet er opkaldt efter Vernon C. Bain, en fængselsvagt som døde i et færdelsuheld. 

## Eksterne kilder
- Officiel historie for NYDoC
- Tug44 (inkl. foto)

40°48′4.98″N 73°52′37.45″V / 40.8013833°N 73.8770694°V